# Comitatul Mecklenburg, Carolina de Nord
Comitatul Mecklenburg (în engleză Mecklenburg County) este un comitat din statul Carolina de Nord, Statele Unite ale Americii. Conform recensământului din 2010 avea o populație de 91.628 de locuitori, fiind cel mai populat și dens populat comitat din Carolina de Nord. Reședința comitatului este orașul Charlotte, care este și cel mai mare oraș din comitat.

## Geografie

### Comitate adiacente
- Iredell County - nord
- Cabarrus County - nord-est
- Union County - sud-est
- Lancaster County, South Carolina - sud
- York County, South Carolina - sud-vest
- Gaston County - vest
- Catawba County - nord-vest
- Lincoln County - nord-vest